# Baron de Freyne
Baron de Freyne ist ein erblicher britischer Adelstitel, der zweimal in der Peerage of the United Kingdom verliehen wurde.
Familiensitz der Barone war bis 1952 Frenchpark House in Frenchpark im County Roscommon.

## Verleihungen
In erster Verleihung wurde der Titel Baron de Freyne, of Coolavin in the County of Sligo, am 16. Mai 1839 dem Unterhausabgeordneten Arthur French verliehen. Da seine Gattin 1843 gestorben war und er kinderlos blieb, wurde ihm am 5. April 1851 in zweiter Verleihung der Titel Baron de Freyne, of Artagh in the County of Roscommon, verliehen, mit dem besonderen Zusatz, dass dieser Titel in Ermangelung eigener männlicher Nachkommen auch an seine Brüder John French, Charles French, und Fitzstephen French und deren männliche Nachkommen vererbbar sei.
Bei seinem Tod am 29. September 1856 erlosch entsprechend der Titel erster Verleihung; der Titel zweiter Verleihung fiel an seinen Bruder John als 2. Baron und bei dessen kinderlosem Tod am 22. August 1863 an seinen Bruder Charles als 3. Baron. Heutiger Titelinhaber ist seit 2009 der gleichnamige Ur-urenkel des Letztgenannten als 8. Baron.

## Liste der Barone de Freyne (1839)

### Barone de Freyne, erste Verleihung (1839)
- Arthur French, 1. Baron de Freyne (1786–1856)

### Barone de Freyne, zweite Verleihung (1851)
- Arthur French, 1. Baron de Freyne (1786–1856)
- John French, 2. Baron de Freyne (1788–1863)
- Charles French, 3. Baron de Freyne (1790–1868)
- Arthur French, 4. Baron de Freyne (1855–1913)
- Arthur French, 5. Baron de Freyne (1879–1915)
- Francis French, 6. Baron de Freyne (1884–1935)
- Francis French, 7. Baron de Freyne (1927–2009)
- Charles French, 8. Baron de Freyne (* 1957)

Titelerbe (Heir apparent) ist ein Sohn des aktuellen Titelinhabers, Hon. Alexander French (* 1988).